# Airton José dos Santos

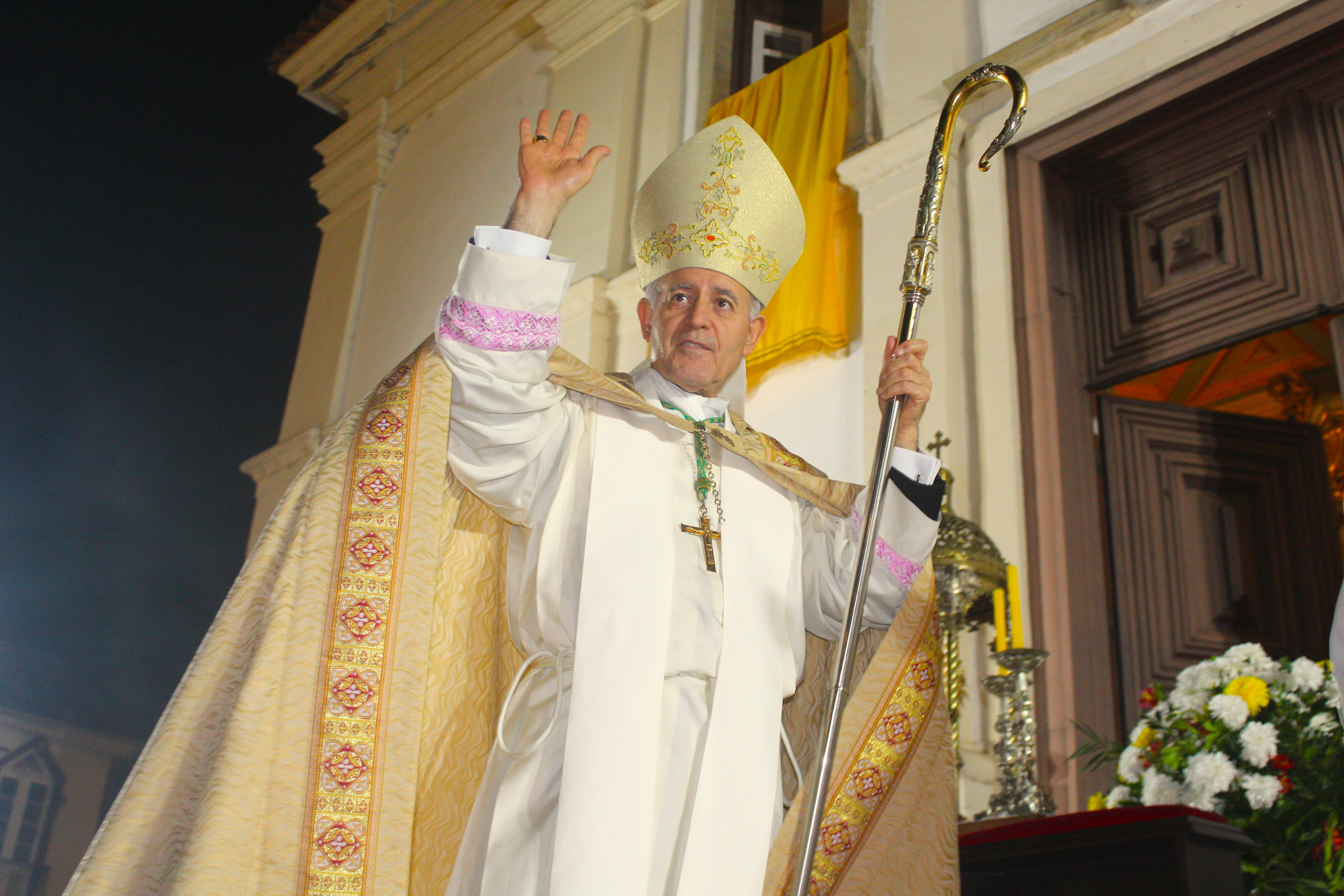
Erzbischof Airton José dos Santos an Fronleichnam 2024

Airton José dos Santos (* 25. Juni 1956 in Bom Repouso) ist ein brasilianischer Geistlicher und römisch-katholischer Erzbischof von Mariana.

## Leben
Airton José dos Santos empfing am 8. Dezember 1985 die Priesterweihe.
Papst Johannes Paul II. ernannte ihn am 19. Dezember 2001 zum Weihbischof in Santo André und Titularbischof von Phelbes. Der Bischof von Santo André, Décio Pereira, spendete ihm am 2. März des nächsten Jahres die Bischofsweihe; Mitkonsekratoren waren David Picão, Altbischof von Santos, und Manuel Parrado Carral, Weihbischof in São Paulo. Als Wahlspruch wählte er UT FACIAM DEUS VOLUNTATEM TUAM.
Am 4. August 2004 wurde er zum Bischof von Mogi das Cruzes ernannt und am 26. September desselben Jahres in das Amt eingeführt. Am 15. Februar 2012 wurde er zum Erzbischof von Campinas ernannt und am 15. April desselben Jahres in das Amt eingeführt.
Papst Franziskus ernannte ihn am 25. April 2018 zum Erzbischof von Mariana.